# Уранчимэгийн Монх-Эрдэнэ
Уранчимэгийн Монх-Эрдэнэ (монг. Уранчимэгийн Мөнх-Эрдэнэ, род. 22 марта 1982 года) — монгольский боксёр, призёр чемпионатов мира и Олимпийских игр. Чемпион Азии 2011 года.
Монх-Эрдэнэ родился в 1982 году в городе Арвайхээр аймака Уверхангай. На Олимпийских играх 2004 года он не сумел завоевать олимпийских медалей. В 2006 году Монх-Эрдэнэ завоевал серебряную медаль Азиатских игр. В 2008 году он опять не смог получить олимпийской медали, но в 2009 году стал бронзовым призёром чемпионата мира. На чемпионате мира 2011 года он был лишь четвёртым, но в 2012 году стал обладателем бронзовой медали Олимпийских игр. В 2013 году выиграл ещё одну бронзу чемпионата мира в Алма-Ате.